# Lista de metropolitas da Ungro-Valáquia
Lista de metropolitas de Ungro-Valáquia (até a reorganização de 1990, depois de Muntênia e Dobruja).

## Metropolitas da Ungro-Valáquia
- Jacinto (1359-1372);
- Caritônio (1372-1381);
- Anfim (1381-1394?);
- Atanásio (1394 - ?);
- Teodoro I (?—?);
- José (1462-1474?);
- Macário I (1477-1490);
- Ilarião I (1490/92-1501/02);
- Maximo (1503-1508);
- Macário II (1512-1520);
- Metrofanes (1520-1521);
- Ilarião II (1521-1524);
- Metrofanes (1524-1536);
- Barlaão (1536-1544);
- Ananias (1544-1558);
- Simeão (1558-1560);
- Efraim (1560-1566);
- Daniel (1566-1568);
- Eutímio I (1568-1577);
- Serafim (1577-1585);
- Miguel I (1585-1589/90);
- Nicéforo (1589/90-1594/1595);
- Eufêmio II (1594/95-1595);
- Miguel II (1595-1603);
- Jeremias (1603-1605);
- Lucas (1605-1629);
- Gregório (1629-1637);
- Feófilo (1637-1648);
- Estêvão I (1648-1653);
- Inácio (1653-1655);
- Estevão I (1659-1668) - Segunda vez;
- Teodósio (1668-1672);
- Barlaão II (1672 - 1679);
- Teodósio (1679 - 1708) - Segunda vez;
- Anfim (1708 - 1716);
- Metrofanes II (1716-1719);
- Daniel II (1719-1732);
- Estêvão II (1732 - 1738);
- Neófito (1738-1754);
- Filareto I (1754 - julho de 1760);
- Gregório II (28 de julho de 1760-1770);
- Gregório III (1770-1774);
- Gregório II (1774 - 1787);
- Cosmas (1787 - 1792);
- Filareto II (1792 - 1793);
- Dositeu (1793 - 1810);
- Inácio II (1810 - 1812);
- Nectário (1812 - 1819);
- Dionísio (Lupu) (1819-1823);
- Gregório IV (Dascal) (1823 - 1829);
  - Neófito (1829 - 1833).
- Gregório IV (Daskal) (1833 - 1834);
  - Neófito (1834-1840).
- Neofito (Yanoglu) (1840 - 1849);
- Nifonte (Rusaile) (1850 - 1865).

## Metropolitas da Ungro-Valáquia - Primazes de Toda a Romênia
- Nifonte (1850–1875);
- Calinico (1875–1886);
- José (1886–1893);
- Genádio (1893–1896);
- José (1896–1909) - Reimpossado;
- Atanásio (1909–1911);
- Conon (1912–1919);
- Miron (1919–1925).

## Metropolitas da Ungro-Valáquia - Patriarcas de Toda a Romênia
- Miron (1925–1939);
- Nicodim (1939–1948);
- Justiniano (1948–1977);
- Justino (1977–1986);
- Teoctista (1986–2007).

## Metropolitas da Muntenia e Dobruja - Patriarcas de Toda a Romênia
- Teoctista (1986–2007);
- Daniel (2007-).